# Reprezentacja Belgii w unihokeju mężczyzn
Reprezentacja Belgii w unihokeju mężczyzn – drużyna reprezentująca Belgię w rozgrywkach międzynarodowych w unihokeju mężczyzn.

## Udział w imprezach międzynarodowych

### Mistrzostwach Świata
| Rok     | M                       | Z                       | R                       | P                       | Suma                    | +/-                     | Miejsce                 |
| ------- | ----------------------- | ----------------------- | ----------------------- | ----------------------- | ----------------------- | ----------------------- | ----------------------- |
| MŚ 1996 | nie brali udziału       | nie brali udziału       | nie brali udziału       | nie brali udziału       | nie brali udziału       | nie brali udziału       | nie brali udziału       |
| MŚ 1998 | nie brali udziału       | nie brali udziału       | nie brali udziału       | nie brali udziału       | nie brali udziału       | nie brali udziału       | nie brali udziału       |
| MŚ 2000 | nie brali udziału       | nie brali udziału       | nie brali udziału       | nie brali udziału       | nie brali udziału       | nie brali udziału       | nie brali udziału       |
| MŚ 2002 | 5                       | 1                       | 0                       | 4                       | 14:39                   | -25                     | 23. miejsce             |
| MŚ 2004 | nie brali udziału       | nie brali udziału       | nie brali udziału       | nie brali udziału       | nie brali udziału       | nie brali udziału       | nie brali udziału       |
| MŚ 2006 | nie brali udziału       | nie brali udziału       | nie brali udziału       | nie brali udziału       | nie brali udziału       | nie brali udziału       | nie brali udziału       |
| MŚ 2008 | nie brali udziału       | nie brali udziału       | nie brali udziału       | nie brali udziału       | nie brali udziału       | nie brali udziału       | nie brali udziału       |
| MŚ 2010 | nie zakwalifikowali się | nie zakwalifikowali się | nie zakwalifikowali się | nie zakwalifikowali się | nie zakwalifikowali się | nie zakwalifikowali się | nie zakwalifikowali się |
| MŚ 2012 | nie zakwalifikowali się | nie zakwalifikowali się | nie zakwalifikowali się | nie zakwalifikowali się | nie zakwalifikowali się | nie zakwalifikowali się | nie zakwalifikowali się |
| MŚ 2014 | nie zakwalifikowali się | nie zakwalifikowali się | nie zakwalifikowali się | nie zakwalifikowali się | nie zakwalifikowali się | nie zakwalifikowali się | nie zakwalifikowali się |
| MŚ 2016 | nie zakwalifikowali się | nie zakwalifikowali się | nie zakwalifikowali się | nie zakwalifikowali się | nie zakwalifikowali się | nie zakwalifikowali się | nie zakwalifikowali się |
| MŚ 2018 | nie zakwalifikowali się | nie zakwalifikowali się | nie zakwalifikowali się | nie zakwalifikowali się | nie zakwalifikowali się | nie zakwalifikowali się | nie zakwalifikowali się |
| MŚ 2020 | nie zakwalifikowali się | nie zakwalifikowali się | nie zakwalifikowali się | nie zakwalifikowali się | nie zakwalifikowali się | nie zakwalifikowali się | nie zakwalifikowali się |
| MŚ 2022 | nie zakwalifikowali się | nie zakwalifikowali się | nie zakwalifikowali się | nie zakwalifikowali się | nie zakwalifikowali się | nie zakwalifikowali się | nie zakwalifikowali się |
| MŚ 2024 | nie zakwalifikowali się | nie zakwalifikowali się | nie zakwalifikowali się | nie zakwalifikowali się | nie zakwalifikowali się | nie zakwalifikowali się | nie zakwalifikowali się |
| Razem   | 5                       | 1                       | 0                       | 4                       | 14:39                   | -25                     |                         |

### Kwalifikacje do MŚ
| Rok  | M | Z | R | P | Suma  | +/- | Miejsce |
| ---- | - | - | - | - | ----- | --- | ------- |
| 2010 | 4 | 1 | 0 | 3 | 14:35 | -21 | 6/8     |
| 2012 | 5 | 1 | 0 | 4 | 11:44 | -33 | 5/6     |
| 2014 | 4 | 0 | 0 | 4 | 5:51  | -46 | 5/5     |
| 2016 | 5 | 2 | 0 | 3 | 23:56 | -33 | 4/6     |
| 2018 | 5 | 1 | 1 | 3 | 25:62 | -37 | 5/6     |
| 2020 | 4 | 1 | 0 | 3 | 26:47 | -21 | 5/8     |
| 2022 | 3 | 0 | 0 | 3 | 4:23  | -19 | 7/7     |
| 2024 | 4 | 2 | 1 | 1 | 11:34 | -23 | 5/5     |